# Meliskerke
Meliskerke es una localidad del municipio de Veere, en la provincia de Zelanda (Países Bajos). Está situada a unos 8 km al oeste de Middelburg. Constituyó un municipio propio hasta 1966, fecha en la que pasó a formar parte de Mariekerke.